# 强酸
強酸（英语：Strong acid；法语：Acide fort），是指在水溶液中接近完全電離的酸（硫酸這類多元酸不在此限），或以酸度系數的概念理解，則指pKa值 < −1.75的酸。這個值可以理解為在標準狀況下，氫離子的濃度等同於加入強酸後的溶液濃度。
具有强酸性质的液体被称为镪水或强水。
大部分強酸均是腐蝕性的，但當中亦有例外。例如超強酸當中的碳硼烷酸 H(CHB11Cl11)，其酸性比硫酸高百萬倍，但卻完全不帶有腐蝕性；相反，弱酸當中的氫氟酸（HF）卻是高度腐蝕性，而且能溶解極大部分的氧化物，諸如玻璃以及活泼金屬。
強酸在水溶液中完全離解的化學方程式如下所示：

HA(aq) → H+(aq) + A−(aq)
一般酸不會在水中完全離解，因此多以化學平衡而不是完全反應的形式表示，弱酸就是指不完全離解的酸。用酸度系數作為區別強酸與弱酸的作用並不明顯（因為數值差距較難理解及不明顯），因此用方程式去區別兩者更為合理。
由於強酸在水溶液中可被近似认为完全離解，因此氫離子在水中的濃度可被认为等同於將該酸帶到其他的溶液當中：

[HA] = [H+] = [A−]；pH = −log[H+]

## 酸性強度的判別
除了透過計算pH值來衡量不同酸的強度外，透過觀察以下的性質也可以判別出不同類別的酸的強度：
1. 電負性：在同一元素周期下其共軛鹼的負電性愈高，它的酸度就愈高。
2. 原子半徑：原子半徑增加，其酸度也會增加。以氫氯酸及氫碘酸為例，兩者均是強酸，在水中均會電離出100%的相應離子。但是氫碘酸的酸度比氫氯酸要強，這是因為碘的原子半徑遠大於氯的原子半徑。帶有負電荷的碘陰離子擁有較離散的電子雲，因此與質子(H+)的吸力較弱，因此，氫碘酸電離（去質子化）的速度更快。
3. 電荷：電離後的物質愈帶有正電荷，就愈高酸度。因此中性分子較陰離子容易放出質子，陽離子也比起其他分子均具有更高酸度。

## 強酸枚举

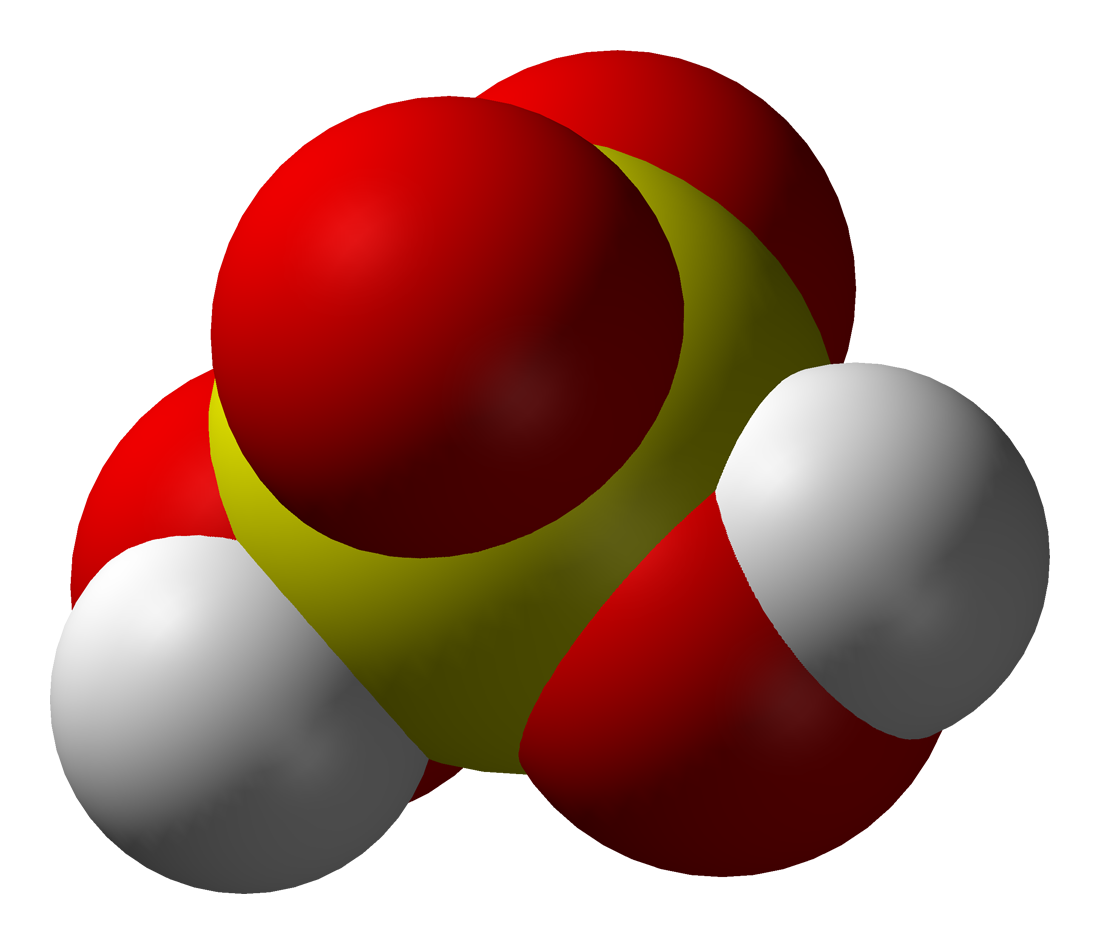
常見的強酸──硫酸的立體模型

### 常見強酸
（從最強到最弱）
- 過氯酸HClO4
- 氫碘酸HI
- 氫溴酸HBr
- 鹽酸HCl
- 硫酸H2SO4（Ka1/只限於第一酸度係數）
- 對甲苯磺酸CH3C6H4SO3H
- 硝酸HNO3
- 水合氫離子H3O+或H+。為方便起見，通常會以H+取代H3O+。但要注意的是，單獨而孤立的質子在帶有極性的水中不可能存在，而是常與水分子的其中一對孤偶電子對結合。
- 一些化學家將氯酸（HClO3）[3]，溴酸（HBrO3）[4]，過溴酸（HBrO4）[4]，碘酸（HIO3），和過碘酸（HIO4）也列為強酸[來源請求]，但是沒有被公認。

### 超強酸
（從最強到最弱）
- 氟銻酸HFSbF5
- 魔酸FSO3HSbF5
- 碳硼烷酸H(CHB11Cl11)
- 氟磺酸FSO3H
- 三氟甲磺酸CF3SO3H

## 外部連結
- https://web.archive.org/web/20031027165745/http://www.cm.utexas.edu/academic/courses/Spring2002/CH301/McDevitt/strong.htm
- http://jchemed.chem.wisc.edu/Journal/Issues/2000/Jul/abs849.html （页面存档备份，存于）
- 酸的滴定 - freeware for data analysis and simulation of potentiometric titration curves （页面存档备份，存于）
- 酸和鹼 - definitions